# 1979年の相撲
1979年の相撲（1979ねんのすもう）は、1979年の相撲関係のできごとについて述べる。

## 大相撲

### できごと
- この年に、アラブ首長国連邦友好杯、大分県椎茸農協賞[1]が創設された。

- 1月、入場料（平均16.67%）値上げ。初場所千秋楽、当時の皇太子一家観戦。元大関魁傑引退、年寄放駒襲名。
- 2月、5日、間垣親方（元小結清水川）死去、53歳。12日、湊川親方（元前頭筆頭十勝岩）死去、60歳。
- 3月、新弟子検査合格者111人は史上最多。公傷取扱い規定の一部改定、補足した。土俵上のケガを「身体各所の脱臼、骨折、捻挫、並びに頭部外傷」と改定。春場所11日目、大竜川一男は初土俵以来通算1359回出場し、史上単独1位。元横綱安藝ノ海死去、64歳。
- 4月、大山部屋土俵開き。安治川部屋独立。朝日山部屋落成。
- 5月、夏場所5日目、高見山は幕内連続出場を1025回として、史上単独1位。8日目、昭和天皇観戦。元関脇北瀬海引退、年寄君ヶ濱襲名。元前頭筆頭大竜川引退、年寄清見潟襲名。
- 9月、新横綱三重ノ海剛司が昇進。11日目、大関旭國斗雄が引退、大島襲名。藤島親方（元前頭筆頭出羽湊）死去、56歳。番付編成要領第17条・行司十両以上の人数20人以上を22人に改正。
- 11月、前武蔵川理事長が勲三等瑞宝章を受ける。九州場所、十両以上に休場者無し。元前頭7枚目栃勇引退、年寄岩友襲名。アメリカ公演を実施することを決定。
- 北の湖敏満が1月から5月にかけて32連勝、久しぶりに30連勝を越した力士が登場した。

### 本場所
- 一月場所（蔵前国技館・7日～21日）
幕内最高優勝 : 北の湖敏満（14勝1敗,15回目）
　殊勲賞-黒姫山、敢闘賞-長岡、金城、技能賞-富士櫻
十両優勝 : 大潮憲司（11勝4敗）
- 三月場所（大阪府立体育館・11日～25日）
幕内最高優勝 : 北の湖敏満（15戦全勝,16回目）
　殊勲賞-黒姫山、敢闘賞-長岡、金城、技能賞-富士櫻
十両優勝 : 隆ノ里俊英（11勝4敗）
- 五月場所（蔵前国技館・6日～20日）
幕内最高優勝 : 若乃花幹士（14勝1敗,3回目）
　敢闘賞-魁輝、巨砲
十両優勝 : 照の山栄一（12勝3敗）
- 七月場所（愛知県体育館・1日～15日）
幕内最高優勝 : 輪島大士（14勝1敗,13回目）
　殊勲賞-栃赤城、敢闘賞-出羽の花
十両優勝 : 満山脩（10勝5敗）
- 九月場所（蔵前国技館・9日～23日）
幕内最高優勝 : 北の湖敏満（13勝2敗,17回目）
　殊勲賞-玉ノ富士、敢闘賞-朝汐、技能賞-増位山
十両優勝 : 琴千歳幸征（10勝5敗）
- 十一月場所（九電記念体育館・11日～25日）
幕内最高優勝 : 三重ノ海剛司（14勝1敗,2回目）
　殊勲賞-栃赤城、敢闘賞-玉ノ富士、技能賞-増位山
十両優勝 : 琴風豪規（14勝1敗）
- 年間最優秀力士賞（年間最多勝）：北の湖敏満（77勝13敗）

## 誕生
- 2月7日 - 剣武輝希（最高位：前頭16枚目、所属：武蔵川部屋→藤島部屋）[2]
- 5月23日 - 豊乃國大地（最高位：十両13枚目、所属：時津風部屋）[3]
- 6月21日 - 豪風旭（最高位：関脇、所属：尾車部屋、年寄：押尾川）[4]
- 8月22日 - 重太郎（十両呼出、所属：九重部屋）
- 9月6日 - 片山伸次（最高位：前頭13枚目、所属：阿武松部屋）[5]
- 9月10日 - 時天空慶晃（最高位：小結、所属：時津風部屋、+ 2017年【平成29年】）[6]
- 9月14日 - 太助（十両呼出、所属：北の湖部屋→山響部屋）

## 死去
- 1月1日 - 大ノ濱勝治（最高位：前頭4枚目、所属：立浪部屋、* 1909年【明治42年】）[7]
- 1月20日 - 柏山大五郎（最高位：関脇、所属：山科部屋、* 1901年【明治34年】）[8]
- 2月5日 - 清水川明於（最高位：小結、所属：追手風部屋、* 1925年【大正14年】）[9]
- 2月12日 - 十勝岩豊（最高位：前頭筆頭、所属：二所ノ関部屋→二子山部屋→二所ノ関部屋、年寄：湊川、* 1919年【大正8年】）[10]
- 3月25日 - 安藝ノ海節男（第37代横綱、所属：出羽海部屋、* 1914年【大正3年】）[11]
- 3月29日 - 大潮清治郎（最高位：関脇、所属：陸奥部屋、* 1900年【明治33年】）[12]
- 8月6日 - 広瀬川惣吉（最高位：前頭3枚目、所属：伊勢ヶ濱部屋→荒磯部屋、* 1919年【大正8年】）[13]
- 9月16日 - 出羽湊秀一（最高位：前頭筆頭、所属：出羽海部屋、年寄：藤島、* 1923年【大正12年】）[14]
- 9月23日 - 荒熊谷五郎（最高位：前頭6枚目（大阪大関）、所属：陣幕部屋、* 1899年【明治32年】）[15]
- 11月23日 - 金湊仁三郎（最高位：前頭5枚目、所属：湊川部屋→振分部屋→湊川部屋、* 1908年【明治41年】）[16]
- 11月30日 - 前ヶ潮春夫（最高位：前頭18枚目、所属：高砂部屋、* 1931年【昭和6年】）[17]
- 12月29日 - 竹田繁七（アマ九段、第5代学生横綱、大阪相撲連盟会長、西日本学生相撲連盟名誉会長）、* 1902年【明治35年】） [18]